# Cửa sông Dnister
Cửa sông Dniester (tiếng Ukraina: Дністровський лиман; tiếng Romania: Limanul Nistrului) là một liman (vịnh cửa sông) hình thành tại nơi sông Dniester đổ vào biển Đen. Vùng nước này nằm tại tỉnh Odesa của Ukraina, chia tách vùng Budjak và phần còn lại của Ukraina.

## Vị trí
Vùng nước nằm ở phần tây bắc của biển Đen, trong tỉnh Odesa (giữa các huyện Bilhorod-Dnistrovskyi và Odesa). Thành phố Bilhorod-Dnistrovskyi nằm trên bờ tây và Ovidiopol nằm trên bờ đông.
Vịnh cửa sông Dnister được ngăn cách với biển Đen do một mũi cát nhô - mũi Buhaz có chiều rộng từ 40 đến 500 m. Vịnh cửa sông nối với biển bằng một eo hẹp gọi là cửa sông Tsarehrad. Bên trong vịnh cửa sông Dnister có vịnh Karagol.

## Mô tả

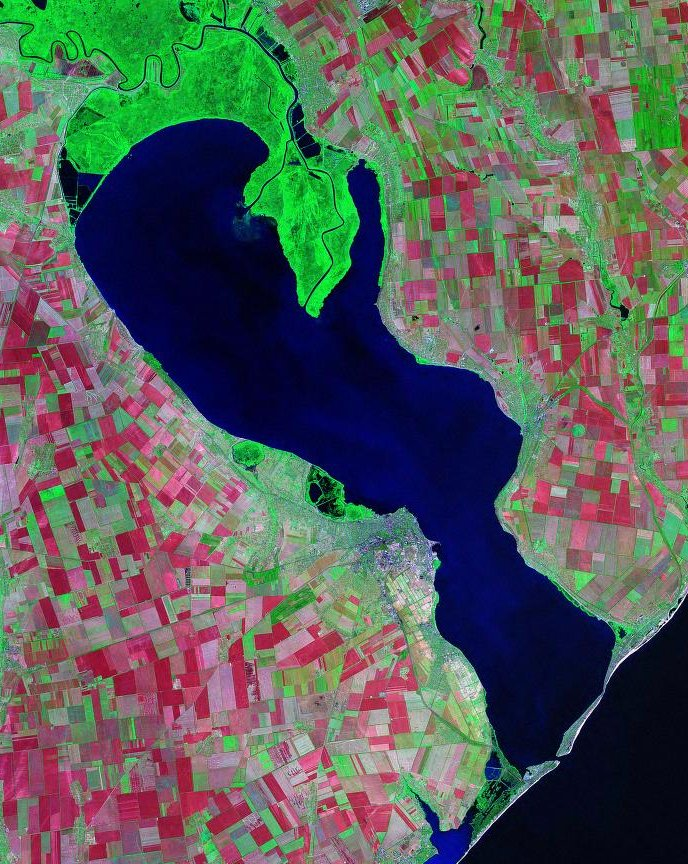
Ảnh vệ tinh vịnh cửa sông Dnister

Cửa sông mở, ít phân nhánh, tàu thuyền có thể đi lại được. Tên gọi xuất phát từ sông Dniester, là dòng nước chảy vào. Vùng nước được hình thành do quá trình biển xâm thực vào thung lũng Dniester. Cửa sông dài 42,5 km, rộng từ 4 đến 12 km và diện tích 360 km², là một trong những vịnh cửa sông lớn nhất về diện tích của Ukraina. Độ sâu từ 0,6-2,7 m, có khi tới 5 m.
Vùng bờ phía pắc thấp, nhiều đầm lầy; phía tây và phía đông cao, bị chia cắt bởi các khe núi. Độ mặn trung bình từ 0,5-3 ‰ (khu vực phía nam từ 9 đến 17 ‰). Vùng nước bị đóng băng vào mùa đông, và nhiệt độ có thể lên 26 °C vào mùa hè. Vùng đáy gần bờ là bùn-cát, đôi khi có đá, ở miền trung và miền bắc là bùn.

### Giả thuyết về đảo Ophiussa
Các nhà địa lý và sử học cổ đại nhiều lần đề cập đến khu định cư Ophiussa (tiếng Hy Lạp cổ đại: Οφιούσσα), nghĩa là "đảo rắn", trên sông Dniester. Nhà sử học Ukraina Mykhailo Ahbunov đưa ra giả thuyết rằng thời xưa vịnh cửa sông Dniester được chia thành hai nhánh và là đồng bằng châu thổ Dniester, và trên hòn đảo châu thổ giữa hai nhánh này là khu định cư Ophiussa được các nhà địa lý cổ đại đề cập. Theo ước tính của các nhà sử học, chiều dài của đảo trung bình là 20–30 km, chiều rộng là 5–8 km, bề mặt nhô lên trên mực nước biển 1–2 m.
Vào thời cổ đại, trong thời kỳ thành phố Hy Lạp Phanagoria trên bán đảo Taman bị suy thoái, mực nước biển Đen thấp hơn ngày nay hơn 5 m, nhưng sau đó bắt đầu xảy ra quá trình biển tiến, và mực nước biển bắt đầu dâng lên. Do đó, các lớp đất nước ngọt ở đồng bằng châu thổ Dniester bắt đầu bị nhiễm mặn và đảo châu thổ bị cuốn trôi. Bề mặt của đảo hiện được bao phủ bởi một lớp trầm tích cửa sông dày vài mét.

## Kinh tế
Thị trấn Shabo nằm ở hạ du của Bilhorod-Dnistrovskyi, nổi tiếng về rượu vang. Vịnh cửa sông này có hải cảng Bilhorod-Dnistrovsky.
Trên mũi cát nhô chia tách vịnh cửa sông với biển Đen có thị trấn nghỉ dưỡng Zatoka. P70 là tuyến đường duy nhất nằm hoàn toàn trong lãnh thổ Ukraina nối đến Budjak, chạy dọc theo mũi cát nhô; còn xa lộ M15 đi qua Moldova nhằm tránh các đầm lầy tại phần cực bắc của vịnh cửa sông.

## Lịch sử
Trong Thế chiến II, vịnh cửa sông Dniester đóng một vai trò quan trọng trong các hoạt động quân sự. Trong quá trình bảo vệ Odesa năm 1941, quân đội Liên Xô thuộc Tập đoàn quân độc lập Duyên hải đã phòng thủ dọc theo bờ phía đông của vịnh cửa sông. Năm 1944, sau chiến dịch Odesa, quân đội Đức-Romania đã phòng thủ dọc theo bờ phía tây của vịnh cửa sông và dọc theo sông Dniester. Vào đầu chiến dịch Iaşi–Chişinău, vịnh cửa sông đã được lục quân Liên Xô và các tàu của đội tàu Danube tái chiếm thành công.
Ngày 2 tháng 5 năm 2022, khi xâm chiếm Ukraina, Nga phóng một tên lửa đánh trúng một cầu quan trọng tại vịnh cửa sông Dnister, là cầu Zatoka trên eo Tsarehad.

## Sinh thái
Cây ưa nước mọc nhiều tại vịnh cửa sông Dnister, các bụi sậy và cói ở gần bờ phía bắc. Có khoảng 70 loài cá nước ngọt (như cá vền, cá chép, cá giếc, cá bống), ngoài ra cá tầm, cá cơm, cá đối đến từ biển trong quá trình sinh sản. Chim lội, vịt cổ xanh, thiên nga trắng làm tổ ở vùng nước nông.
Công viên Tự nhiên Quốc gia Nizhny (Hạ) Dniester nằm gần phần phía bắc của vịnh cửa sông , và Khu bảo tồn cảnh quan Lyman nằm gần phần phía tây.

## Hình ảnh

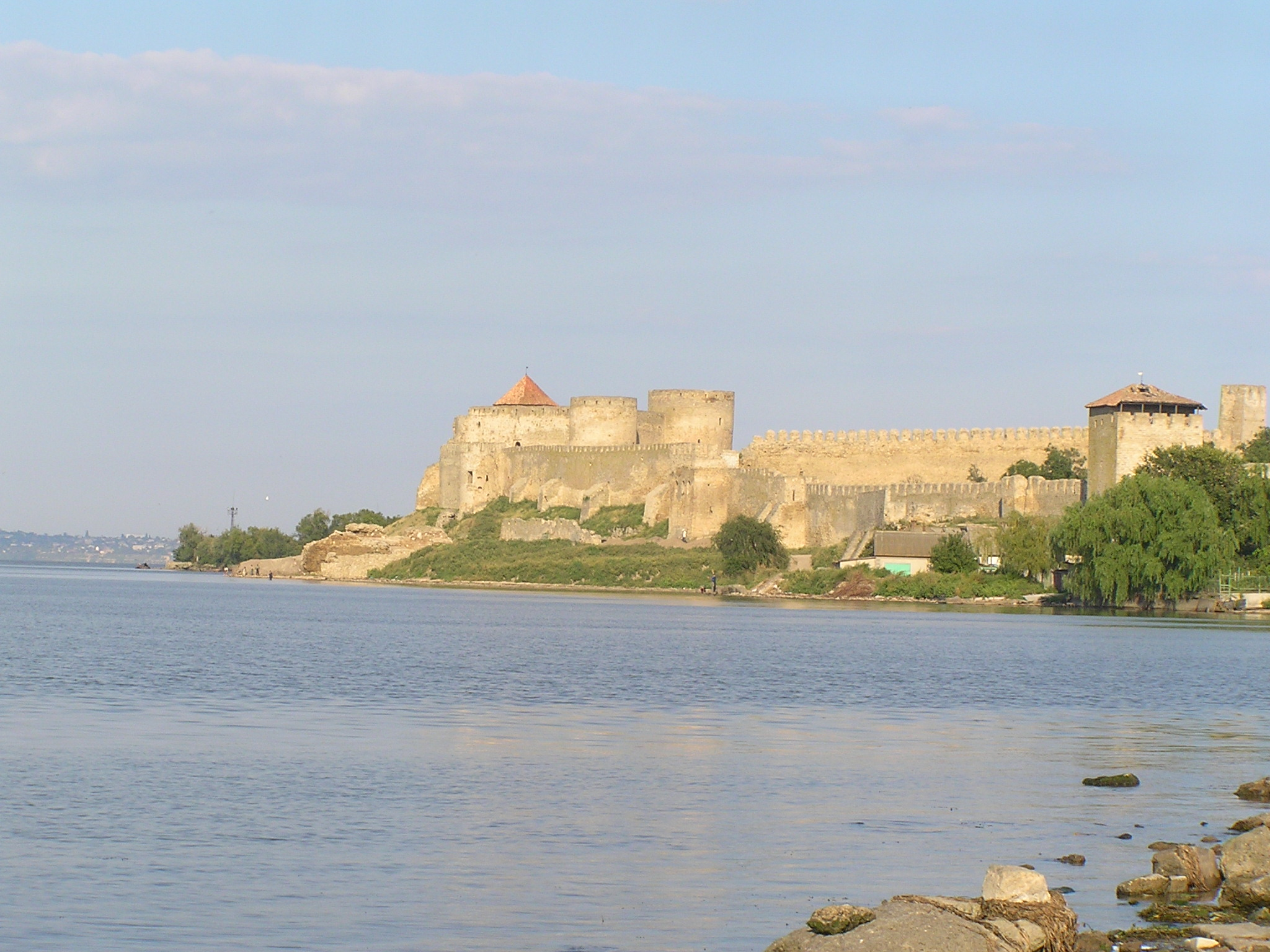
Vịnh cửa sông gần pháo đài Bilhorod-Dnistrovskyi
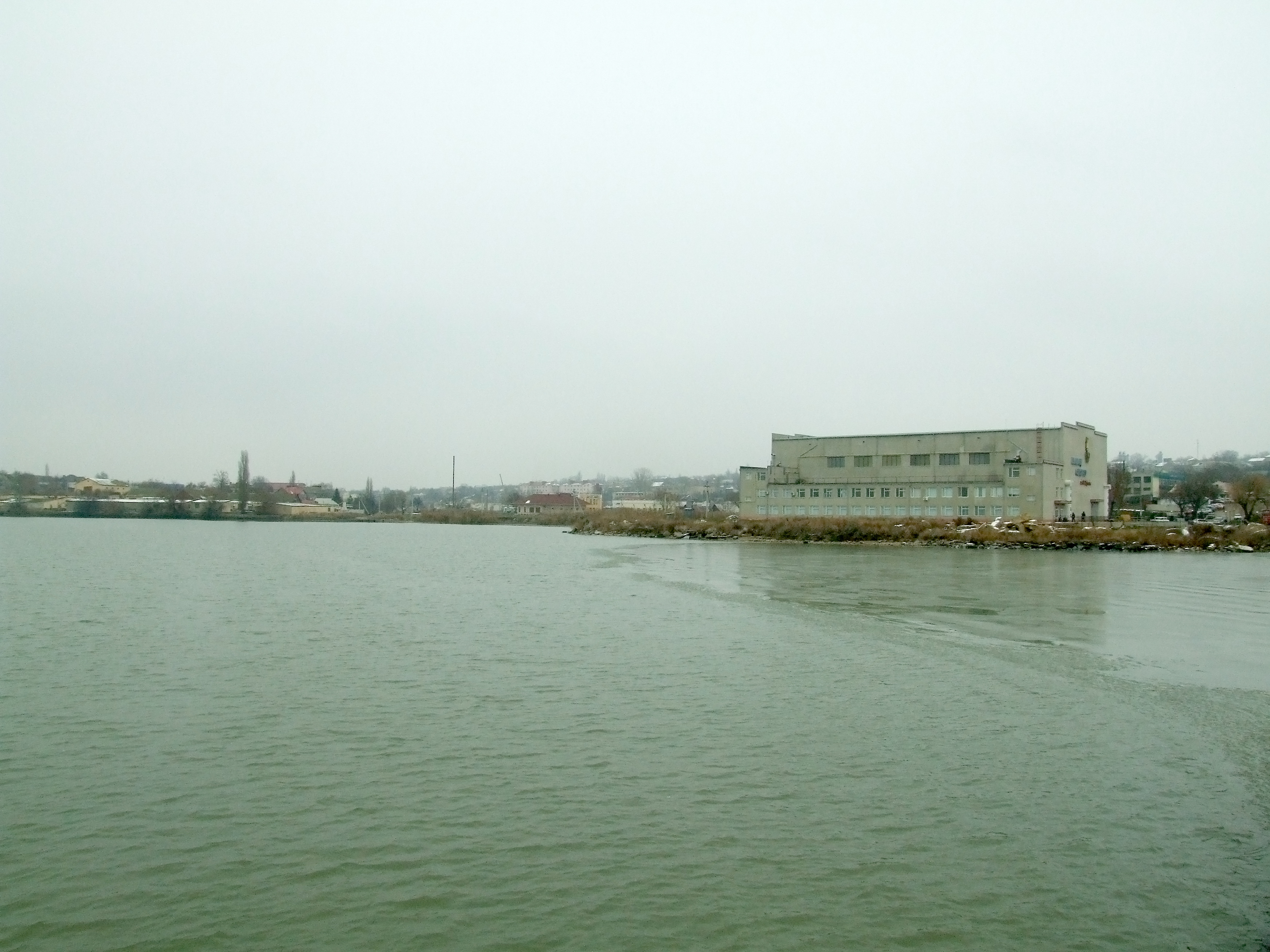
Vịnh cửa sông gần Ovidiopol
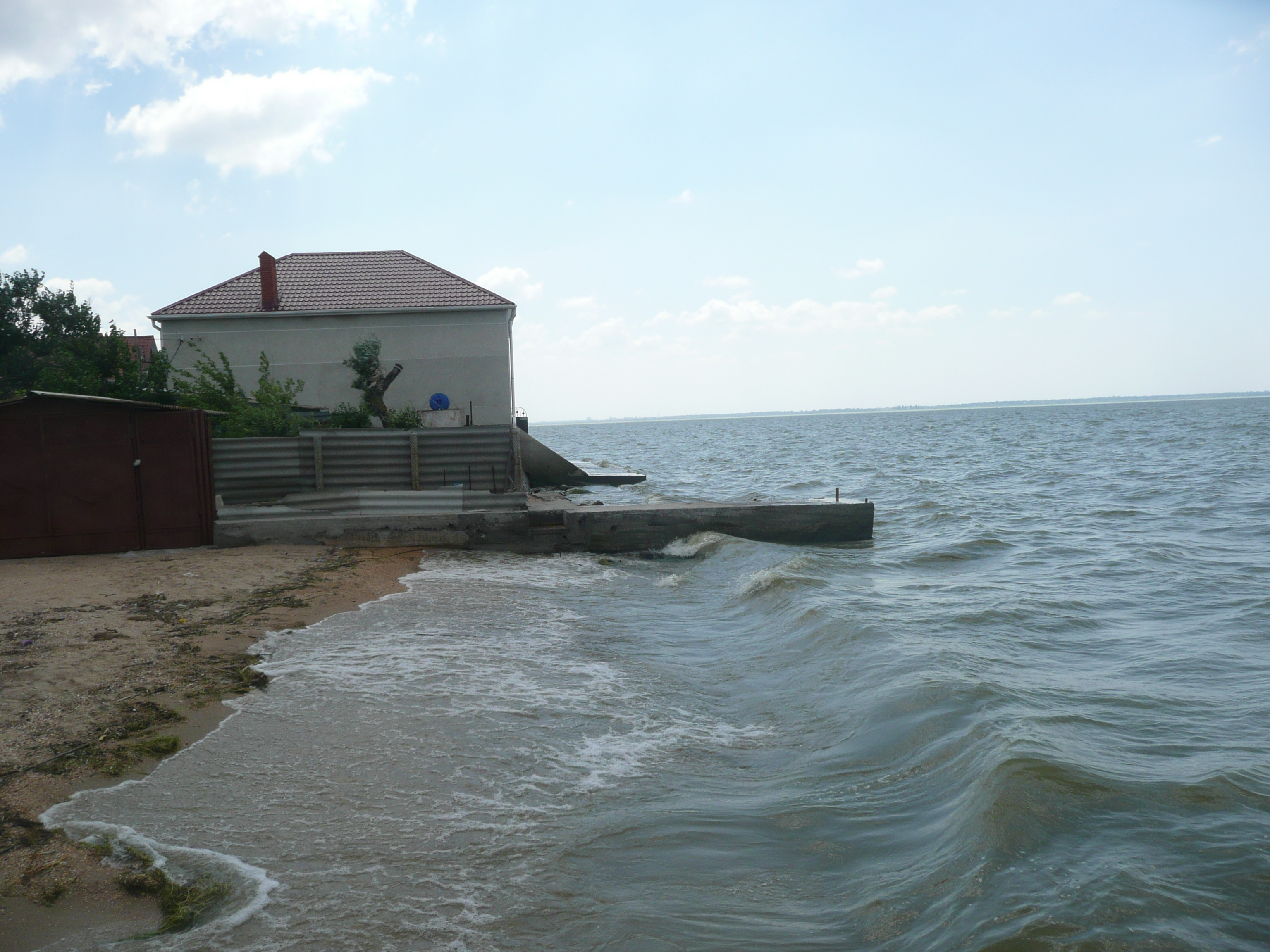
Vịnh cửa sông gần Zatoka, mũi nhô Buhaz
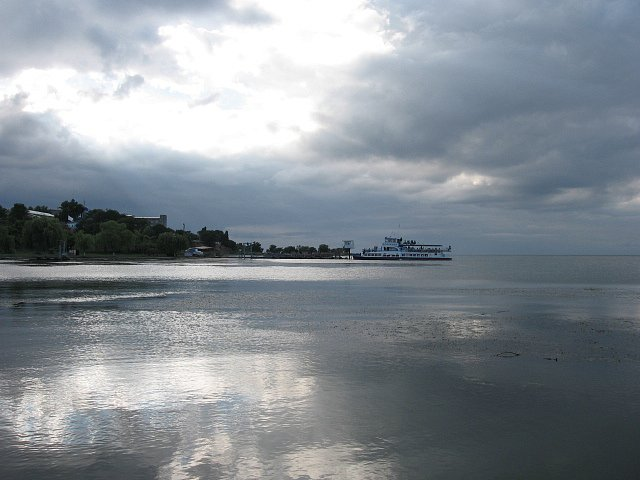
Chèo thuyền trên vịnh cửa sông
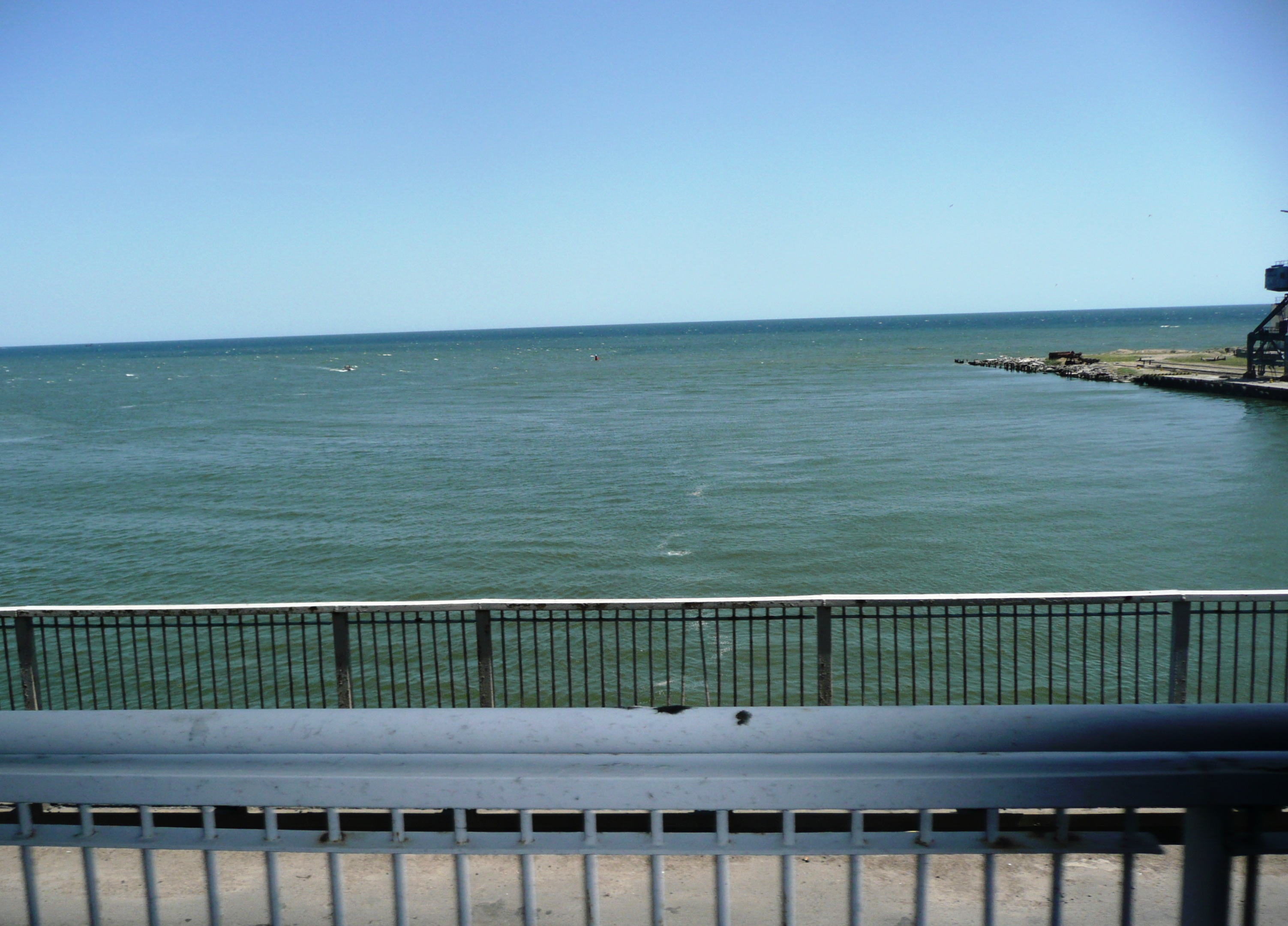
Cửa sông Tsarehad, nối vịnh cửa sông với biển Đen
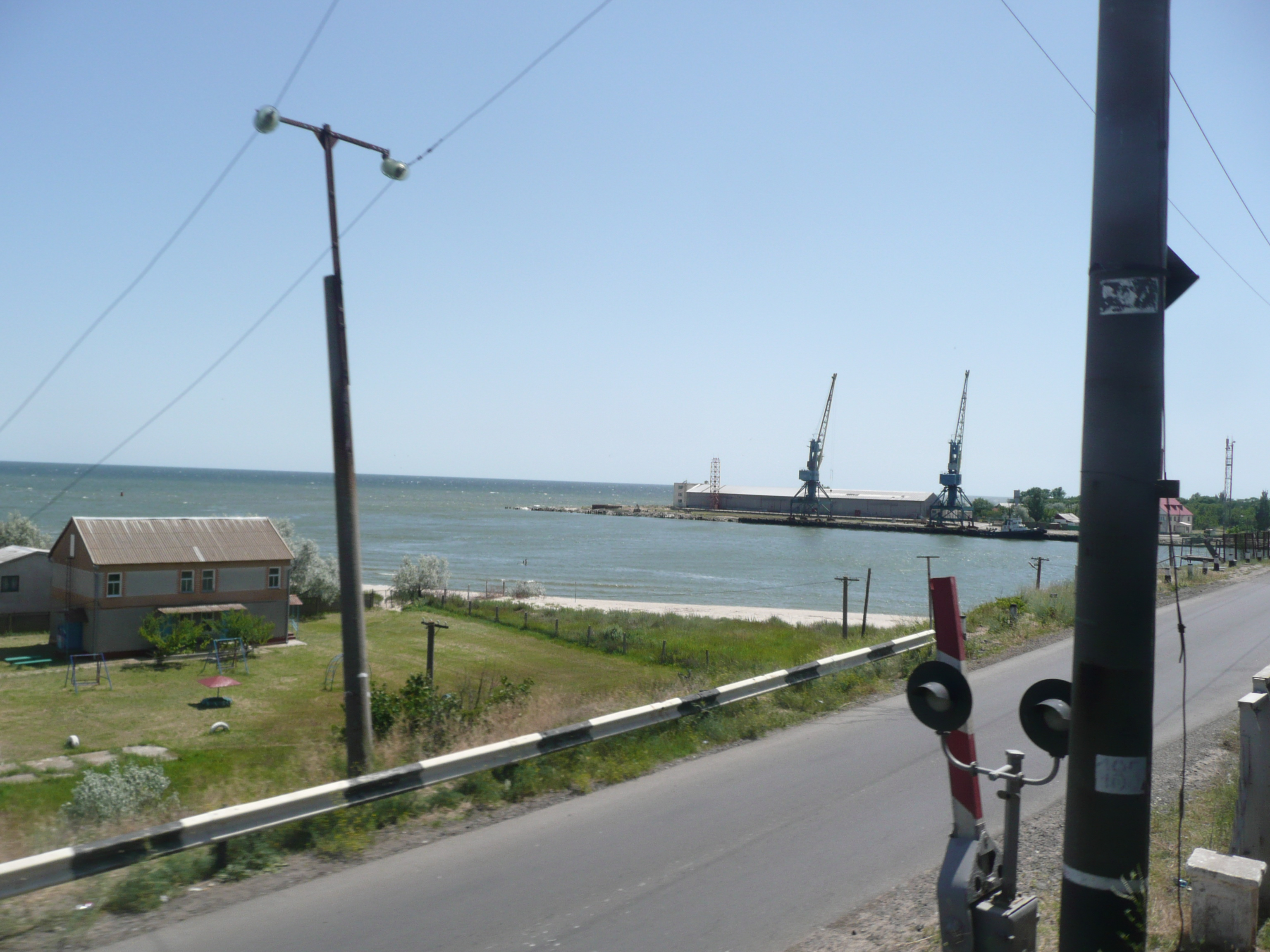
Hạ tầng cảng tại Zatoka
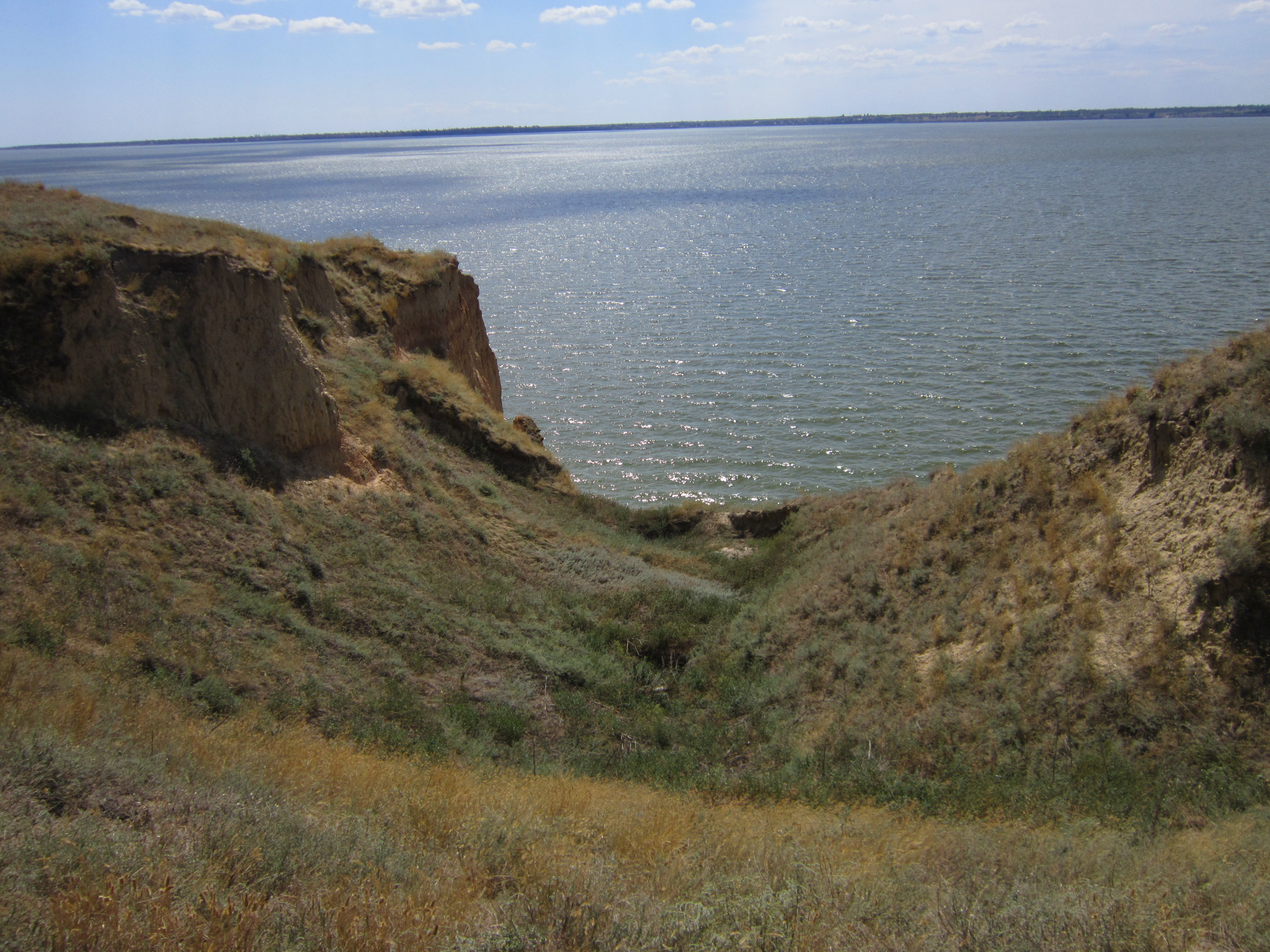
Bên bờ vịnh cửa sông, nơi có thành cổ Hy Lạp Nikonion